# Semic press
Semic Press var ett svenskt Bonnier-ägt serieförlag, verksamt 1950–1997 under olika namn. Semic dominerade länge marknaden, bland annat genom uppköp av konkurrenter som Centerförlaget 1969 och Williams förlag 1975/1976. Förlagschef och VD var under flera decennier Ebbe Zetterstad.

## Historik
Förlaget, som ingick i Bonnierägda Semic International, grundades år 1950 som ett dotterbolag till Bonnierägda Åhlén & Åkerlunds förlag. Förlagsnamnet under de första åren var Serieförlaget, och bland de första titlarna fanns Fantomen (1950), Blondie (1951), Tarzan (1951) och Tuff och Tuss (1953). 
Vid mitten av 1950-talet ändrades namnet till Åhlén & Åkerlunds Ungdomstidningar. I mitten av 1960-talet, i samband med internationalisering av verksamheten, fick förlaget sitt nuvarande namn, Semic Press; ordet Semic var en sammanslagning av orden serier och dess engelska motsvarighet comic.
1997 sålde Bonnier sin skandinaviska serieutgivning till danskägda Egmont. Därmed avvecklades Semic Press, vars utgivning övergick till Egmont serieförlaget. Namnet Semic lever dock kvar i en del utländska förlag, samt i Bonnierägda Bokförlaget Semic, som genom sitt dotterföretag Semic Jultidningsförlaget marknadsför ett antal seriealbum.

## Förlagschefer
- 1962–1983: Ebbe Zetterstad[7]
- 1983–1985: Torgny Litzell[8]
- 1985–1992: Börje Nilsson[9][10]
- 1992–1994: Jonas Bonnier[10][11]
- 1994–1995: Börje Nilsson[12][13]